# Station Mikołajki Pomorskie
Station Mikołajki Pomorskie is een spoorwegstation in de Poolse plaats Mikołajki Pomorskie.